# Backamo flygfält
Uddevalla Backamo flygfält (ICAO-kod: ESGA).

## Historik
Backamo har under flera hundra år varit en militär övningsplats. Historien har anor sedan 1628, då ett "baahusisk regement" sattes upp under den norska tiden. Bohusläns regemente har sedan den 12 oktober 1724 haft övningar på Backa mo. Den 27 sept. 1913 flyttades regementet till de nya kasernerna i Uddevalla och Backamo lämnades.
Riksdagen beslutade 1932 att bygga nödlandningsflygplatser mellan Malmö via Göteborg till norska gränsen däribland Backamo. Arbetet bedrevs som ett AK-arbete och pågick under åren 1937–1938[källa behövs]. Andra flygfält på den linjen var Skärvhem i dåvarande Svarteborgs landskommun, och Näsinge vid Strömstad. 
Under andra världskriget kom lägret vid Backamo åter till användning. Baracker för befäl och sjukvård samt en expeditionsbyggnad uppfördes. Våren 1940 iordningställdes området för att kunna användas som krigsfångläger. Skolbataljonen I 17 svarade för utbildning av landstormsbefäl och i slutet av år 1941 utbildades hemvärnsbefäl här.
I april 1945 var det dags för ny upprustning. Kriget i Europa var slut. nu skulle tyska soldater, interner, beredas plats. Sammanlagt 1200 man varav 112 officerare var internerade från maj till början av december 1945. Under denna tid byggdes flygfältet ut med arbetskraft från interneringslägret. Banan har senare förlängts till sin nuvarande längd. Förlängningen togs i drift 1984.[källa behövs]
Utan ersättning överlät Svenska staten 1993 flygfältet till Uddevalla kommun.
Flygfältet har även använts vid filminspelning. 1987 spelades delar av filmen LEIF av Galenskaparna och Aftershave in här. Scenerna är den stora flyg och militäruppvisningen som innehåller bl. a. The Fighting Egg[källa behövs].

## Beskrivning av flygplatsen
Flygfältets läge är N 58°11' E011°58', höjd över havet 424 fot (129 m) och består av ett gräsbevuxet fält med ett markerat stråk med måtten 760 x 30 meter. Stråkets riktning är nominellt 060 grader (ungefär ost nordost) och 240 grader (ungefär väst sydväst). Fältet är endast lämpligt för mindre flygplan.
Vid flygfältet bedrivs flygning med mindre flygplan av flera var för sig fristående föreningar som till exempel Backamo Flygklubb och privatpersoner samt ett flygföretag, Flyguppdraget Backamo AB, som bedriver bland annat flygutbildning och uppdragsflyg. 
I närområdet finns också Backamo lägerplats och en skjutbana.

## Källhänvisningar
1. ↑  ”KRONOLOGI ÖVER FLYGET I SVERIGE  1930 - 1939”. Svenska Flyghistoriska Föreningen. Arkiverad från originalet den 26 april 2014. https://web.archive.org/web/20140426235120/http://www.flyghistoria.org/kronologi/1930_1939.pdf. Läst 31 mars 2013.
2. ↑  ”Backamo lägerplats”. Backamo. En introduktion till lägerplatsen och dess historia. Stiftelsen Backamo lägerplats. Arkiverad från originalet den 26 april 2014. https://web.archive.org/web/20140426234740/http://www.coast-alive.eu/node/12924. Läst 31 mars 2013.